# 橄榄拳蟹
橄榄拳蟹（学名：Philyra olivacea）为玉蟹科拳蟹属的动物。分布于泰国以及中国大陆的广东、海南、福建、浙江等地，生活环境为海水，常生活于沿海浅水处。
种加词 olivacea 意为“橄榄状的”、“卵圆形的”。